# Institut national universitaire Jean-François Champollion
Fundada em 2002, a Institut national universitaire Jean-François Champollion é uma escola de engenharia, instituição de ensino superior público localizada na cidade do Albi, França.
Univ JFC é uma parte do Grupo Toulouse Tech.
Campus da Institut national universitaire Jean-François Champollion situa-se no pólo universitário da Université Fédérale Toulouse Midi-Pyrénées.

## Laboratórios e centros de investigação
- Intervenção de Educação Física Atividade
- Grupo de Pesquisa e Estudos Jurídicos Albi
- TI e sistemas de informação de saúde[3]
- Política Pública, Ambiente e Sociedade
- Laboratório de pesquisa séria Jogo
- Textos, contextos e fronteiras